# Бихава
Бихава (пољ. Bychawa) град је у Лублинском војводстви, лубелском повјату, седиште општине Бихава.
Налази се 25 km јужно од Лублина на Лублинској Висоравни. У граду живи 5497 становника.
.

## Демографија
| 2012. |
| ----- |
| 5.240 |